# 西斯科 (加利福尼亞州)
西斯科（英語：Cisco）是位於美國加利福尼亞州普萊瑟縣的一個非建制地區。該地的面積和人口皆未知。

## 地理
西斯科的座標為39°18′06″N 120°32′49″W / 39.30167°N 120.54694°W，而該地的平均海拔高度為1810米（即5938英尺）。